# Luke Burgess
Pour les articles homonymes, voir Burgess et Luke Burgess (rugby à XIII).

a Compétitions nationales et continentales officielles uniquement.

b Matchs officiels uniquement.
Dernière mise à jour le 15 octobre 2016.
Luke Burgess, né le 20 août 1983 à Newcastle (Australie), est un joueur de rugby à XV international australien évoluant au poste de demi de mêlée.

## Biographie

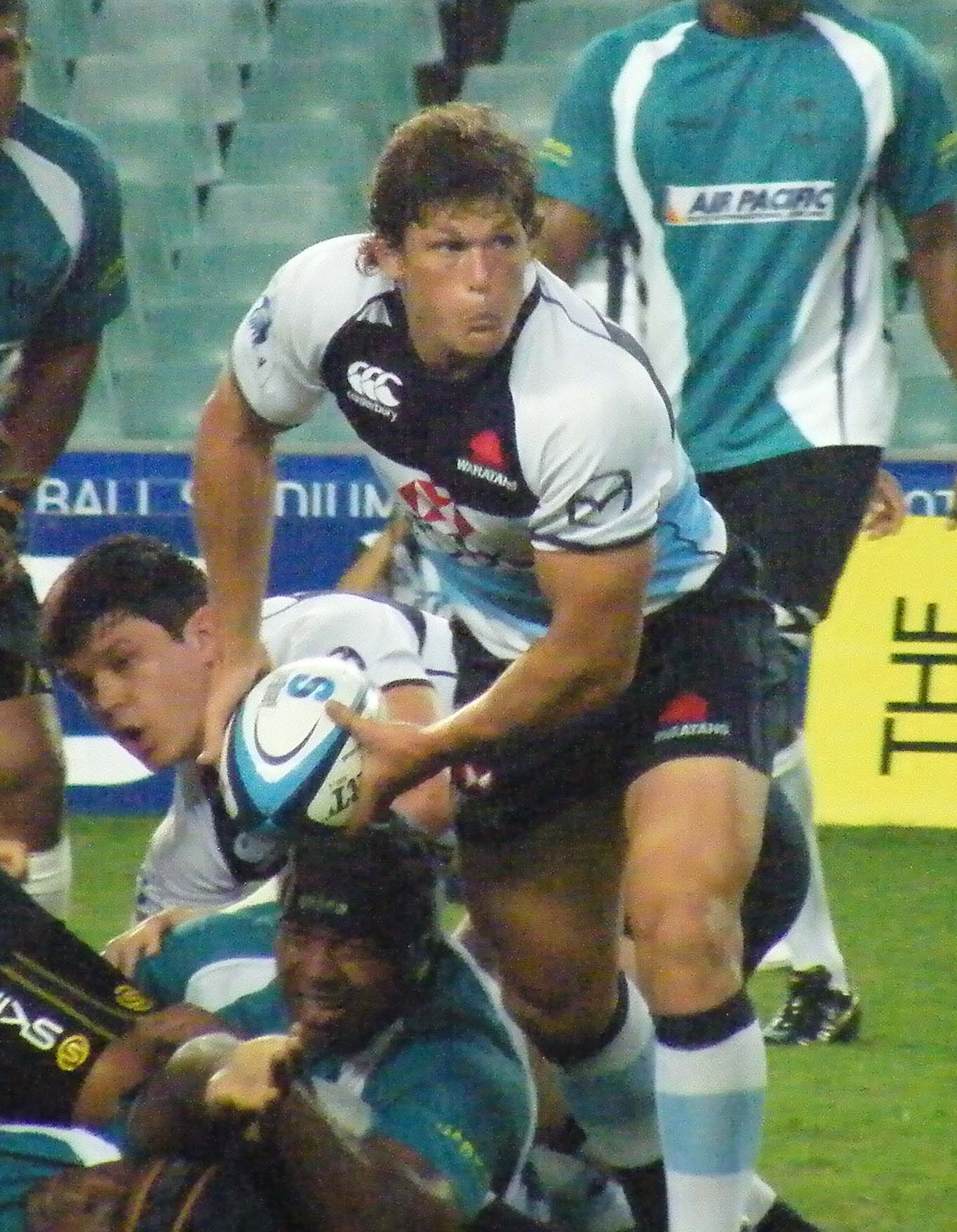
Burgess avec les Waratahs.

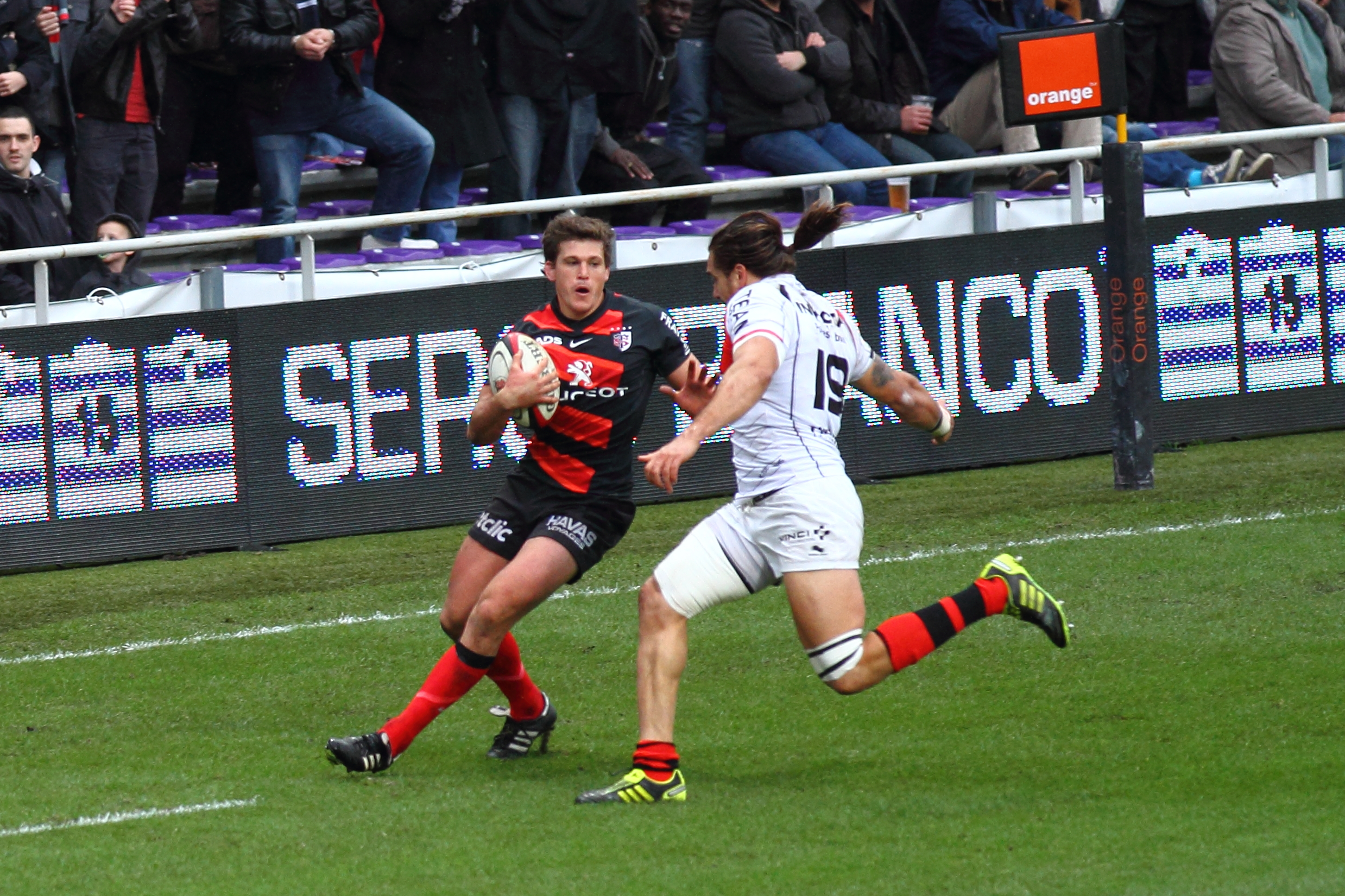
Burgess avec le Stade Toulousain face à Pierrick Gunther.

Burgess débute dans le Super 12 avec les Brumbies en 2005 contre les Hurricanes. Il dispute le Super 14 avec les Waratahs et l'unique édition du championnat d'Australie avec les Melbourne Rebels. Il joue avec l'équipe d'Australie des moins de 21 ans en 2003. Burgess obtient sa première sélection avec les Wallabies le 14 juin 2008 contre l'équipe d'Irlande. Il joue avec le Sydney University FC dans le Shute Shield.
Il signe en 2011 avec le Stade toulousain où il se partage le poste de demi-de-mêlée avec Jean-Marc Doussain. Il joue son premier match de H Cup avec Toulouse contre Gloucester le 13 novembre 2011. Il est d'ailleurs élu homme du match. Il remporte le Championnat de France 2011-2012 en étant remplaçant lors de la finale. Il quitte le Stade toulousain à la fin de la saison 2012-2013.
Il rejoint alors le Super 15 avec les Melbourne Rebels. Il joue trois saisons avec cette franchise avant de retourner en Europe une saison, avec la province italienne des Zebres, et de mettre un terme à sa carrière professionnelle en 2016.

## Palmarès
- Finaliste du Super 14 en 2008
- Vainqueur du championnat de France en 2012

## Statistiques en équipe nationale
- 37 sélections
- 5 points (1 essai)
- Sélections par année : 11 en 2008, 10 en 2009, 11 en 2010, 4 en 2011
- Tri-nations disputés : 2008, 2009, 2010, 2011
- En coupe du monde :
  - 2011 : 3 sélections (Italie, États-Unis, Russie)